# Лехія (Дзержонюв)
Міський асоційований спортивний клуб «Лехія» Дзержонюв (пол. Miejski Zakładowy Klub Sportowy Lechia Dzierżoniów) — польський футбольний клуб з Дзержонюва, заснований у 1945 році. Виступає у Третій лізі. Домашні матчі приймає на стадіоні імені Єжи Міхаловича, місткістю 4 500 глядачів.

## Історія назв
- 1945 — «Огніво» Дзержонюв;
- 1955 — ТСК «Спарта» Дзержонюв;
- 1955 — ТСК «Лехія» Дзержонюв;
- 1974  — АСК «Унітра-Діора» Дзержонюв;
- 1979 — МАСК«Лехія» Здзешовіце.